# 大島弓子
大島弓子（日语：／ Ōshima Yumiko，1947年8月31日—），日本漫畫家，24年組之一。

## 經歷
生於栃木縣大田原市。栃木縣立大田原女子高等學校畢業。1968年就讀短大時第一次投稿〈ポーラの涙〉至《週刊瑪格麗特增刊》即獲刊登而出道。
1973年以《ミモザ館でつかまえて》榮獲第2屆日本漫畫家協會賞之優秀賞。1979年以《綿之國星》榮獲第3屆講談社漫畫賞少女部門賞。2008年以《咕咕貓》榮獲第12屆手塚治虫文化賞之短篇賞，同年本作改拍成電影《咕咕貓》。

## 影響
《綿之國星》被認為是ACG貓耳人物的始祖。